# Бецань
Бецань, Бецані (рум. Bățani) — комуна у повіті Ковасна в Румунії. До складу комуни входять такі села (дані про населення за 2002 рік):
- Айта-Сяке (782 особи)
- Бецаній-Марі (1936 осіб) — адміністративний центр комуни
- Бецаній-Міч (558 осіб)
- Озунка-Бей (56 осіб)
- Херкуліан (1169 осіб)

Комуна розташована на відстані 186 км на північ від Бухареста, 25 км на північ від Сфинту-Георге, 48 км на північ від Брашова.

## Населення
За даними перепису населення 2002 року у комуні проживала 4501 особа.
Національний склад населення комуни:
| Національність | Кількість осіб | Відсоток |
| -------------- | -------------- | -------- |
| угорці         | 3962           | 88,0%    |
| цигани         | 426            | 9,5%     |
| румуни         | 112            | 2,5%     |
| німці          | 1              | < 0,1%   |

Рідною мовою назвали:
| Мова      | Кількість осіб | Відсоток |
| --------- | -------------- | -------- |
| угорська  | 4306           | 95,7%    |
| румунська | 194            | 4,3%     |
| німецька  | 1              | < 0,1%   |

Склад населення комуни за віросповіданням:
| Релігія                                       | Кількість осіб | Відсоток |
| --------------------------------------------- | -------------- | -------- |
| реформати                                     | 3669           | 81,5%    |
| п'ятдесятники                                 | 363            | 8,1%     |
| римо-католики                                 | 250            | 5,6%     |
| православні                                   | 121            | 2,7%     |
| баптисти                                      | 26             | 0,6%     |
| унітарії                                      | 24             | 0,5%     |
| не релігійні                                  | 20             | 0,4%     |
| греко-католики                                | 7              | 0,2%     |
| адвентисти                                    | 2              | < 0,1%   |
| лютерани (Синодально-пресвітеріанська церква) | 2              | < 0,1%   |
| бретрени                                      | 1              | < 0,1%   |

## Зовнішні посилання
- Дані про комуну Бецань на сайті Ghidul Primăriilor [Архівовано 15 травня 2012 у Wayback Machine.]